# Ceraspis sparsesetosa
Ceraspis sparsesetosa är en skalbaggsart som beskrevs av Frey 1972. Ceraspis sparsesetosa ingår i släktet Ceraspis och familjen Melolonthidae. Inga underarter finns listade i Catalogue of Life.